# Орманли (Грчка)
Орманли (грч. Δασοχώρι, Дасохори) је насељено место у општини Доња Џумаја у периферији Средишња Македонија, Грчка. Према попису из 2021. године било је 670 становника.
Према бугарском географу и историчару, Василу Канчову, у Орманлију је 1900. године живело 300 Словена хришћана. Двадесетих година 20. века и поред притиска грчких власти словенско становништво се није иселило, тако је силом насељено 135 грчких избегличких породица, укупно 540 особа. На попису из 1928. године Орманли је мешовито грчко-словенско насеље са 922 становника.